# Nicola da Forca Palena

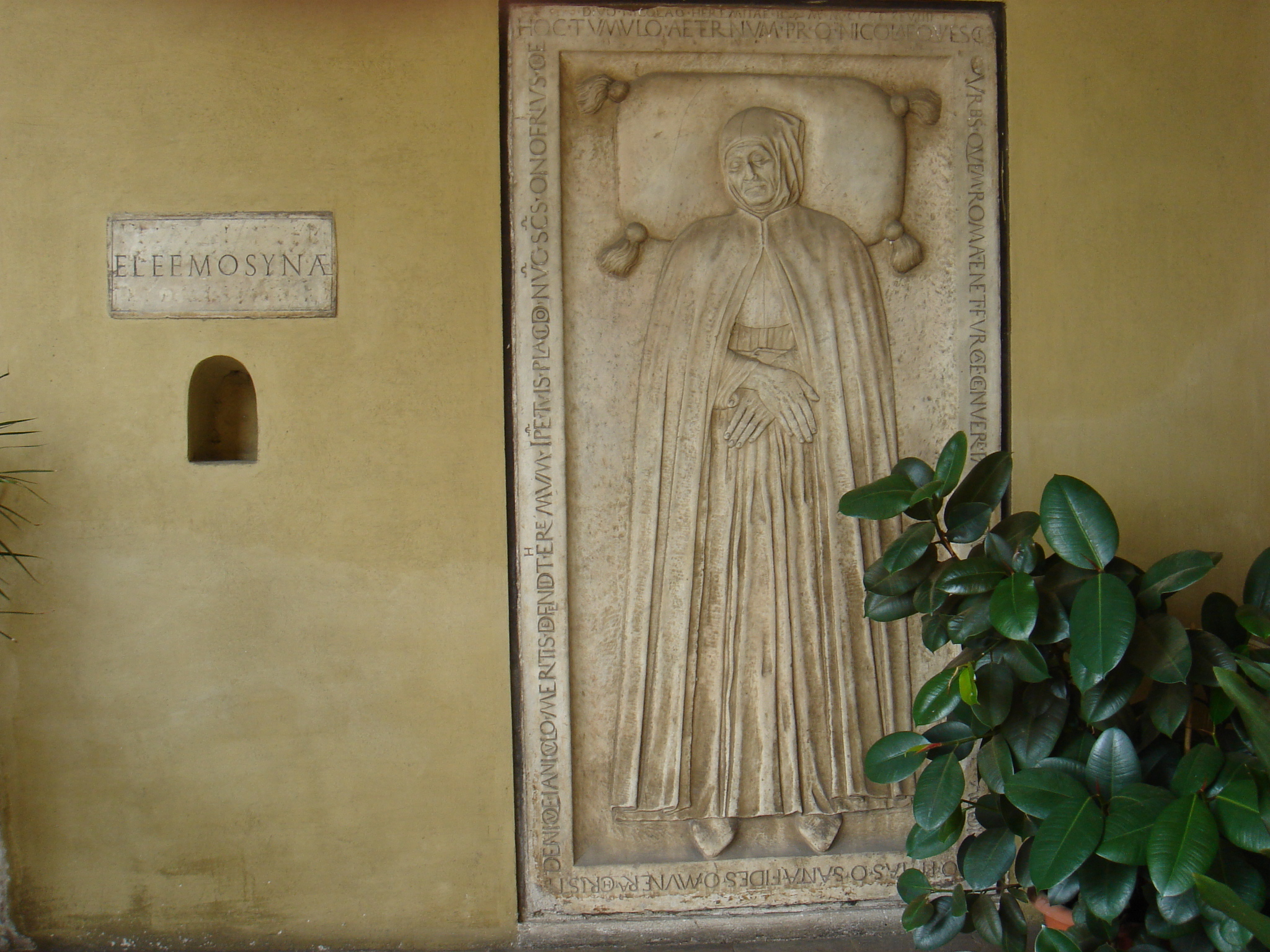
Grab von Nicola da Forca Palena in Sant’Onofrio al Gianicolo

Nicola da Forca Palena (* 10. September 1349 in Forca di Palena bei Chieti; † 1. Oktober 1449 in Rom) war ein römisch-katholischer Angehöriger des Dritten Ordens der Franziskaner (Ordo Franciscanus Saecularis). Er war zusammen mit dem Seligen Pietro Gambacorta Mitbegründer der Armen Eremiten des Heiligen Hieronymus. 1439 gründete er die Kirche Sant’Onofrio al Gianicolo in Rom, wo er später begraben wurde. Er war befreundet mit Papst Eugen IV. und Papst Nikolaus V.

## Seligsprechung
Am 27. August 1771 wurde er durch Papst Clemens XIV. seliggesprochen. 